# ميكائيل جلابل
ميكائيل جلابل (بالفرنسية: Mickaël Gelabale)‏ (22 مايو 1983 ـ) هو لاعب كرة سلة فرنسي. ولد في بوانت-نوار. بدأ مسيرته الاحترافية في سنة 2001 حيث اختاره فريق سياتل سوبرسونيكس خلال الدرافت ويحمل الرقم 15. يبلغ طوله 6 قدم 7 بوصة (2.0 م). مثّل منتخب بلاده. شارك في مسابقة كرة السلة في الألعاب الأولمبية الصيفية.

## فرق لعب لها
- شوليه باسكت
- ريال مدريد بالونكيستو
- سياتل سوبرسونيكس
- أسفيل باسكت
- خيمكي

## إحصائيات المسيرة

### الرابطة الوطنية لكرة السلة
| السنة   | الفريق                | لعب | بدأ | دقيقة | ميداني% | ثلاثية | حرة  | ارتداد | صنع | استلاب | تصدي | نقطة |
| ------- | --------------------- | --- | --- | ----- | ------- | ------ | ---- | ------ | --- | ------ | ---- | ---- |
| 2006–07 | سياتل سوبرسونيكس      | 70  | 14  | 17.7  | .462    | .234   | .805 | 2.5    | .8  | .3     | .3   | 4.6  |
| 2007–08 | سياتل سوبرسونيكس      | 39  | 0   | 11.9  | .439    | .432   | .778 | 1.5    | .8  | .3     | .2   | 4.3  |
| 2012–13 | مينيسيوتا تيمبر وولفز | 36  | 13  | 17.9  | .518    | .308   | .875 | 2.8    | .7  | .4     | .1   | 5.0  |
| المسيرة |                       | 145 | 27  | 16.2  | .470    | .316   | .815 | 2.3    | .8  | .3     | .2   | 4.6  |

## روابط خارجية
- ميكائيل جلابل على موقع الاتحاد الدولي لكرة السلة (الإنجليزية)
- ميكائيل جلابل على موقع الدوري الأوروبي لكرة السلة (الإنجليزية)
- ميكائيل جلابل على موقع إن بي أي (الإنجليزية)
- ميكائيل جلابل على موقع سبورتس رفرنس (الإنجليزية)
- ميكائيل جلابل على موقع الدوري الإسباني لكرة السلة (الإسبانية)
- ميكائيل جلابل على موقع كرة السلة الأوروبية.كوم (الإنجليزية)
- ميكائيل جلابل على موقع DraftExpress.com (الإنجليزية)
- ميكائيل جلابل على موقع ريلجم (الإنجليزية)
- ميكائيل جلابل على موقع بروبوليرز (الإنجليزية)
- ميكائيل جلابل على موقع سبورتس رفرنس (الإنجليزية)